# Хамбариште
Хамбариште је насељено мјесто града Врбовског, у Горском котару, Приморско-горанска жупанија, Република Хрватска.

## Географија
Хамбариште се налази око 2 км јужно од Врбовског.

## Становништво
Према попису становништва из 2011. године, насеље Хамбариште је имало 38 становника.
| Националност       | 1991. | 1981. | 1971. | 1961. |
| Срби               | 36    | 14    | 58    | 73    |
| Хрвати             | 55    | 35    | 35    | 31    |
| Југословени        | 12    | 29    | 6     |       |
| остали и непознато | 28    | 1     | 1     | 2     |
| Укупно             | 131   | 79    | 100   | 106   |

| Демографија | Демографија | Демографија |
| Година      | Становника  | Становника  |
| ----------- | ----------- | ----------- |
| 1961.       | 106         |             |
| 1971.       | 100         |             |
| 1981.       | 79          |             |
| 1991.       | 131         |             |
| 2001.       | 54          |             |
| 2011.       |             | 38          |